# Daniel Veyt
Daniel Veyt (9 de desembre de 1956) és un exfutbolista belga.

## Selecció de Bèlgica
Va formar part de l'equip belga a la Copa del Món de 1986.